# شهر آتش بهشتی
شهر آتش بهشتی (انگلیسی: City of Heavenly Fire) یک رمان نوشتهٔ کاساندرا کلر است.
این رمان ششمین قسمت از مجموعهٔ تاریخچه شکارچیان سایه است و در ۲۷ مِی سال ۲۰۱۴ منتشر شد.